# K Galéria
A K Galéria – Kortárs Képzőművészeti Kiállítótér 2020 nyarán nyílt Budapest belvárosában, az V. kerület, Magyar u. 44. alatt, pár lépésre a Károlyi-kerttől és a Kálvin tértől. A Nemzeti Múzeum közelsége a környéken működő jónevű galériákkal együttesen ideális terep a művészetek iránt érdeklődők számára. A K Galéria azzal a céllal jött létre, hogy közelebb hozza a kortárs képzőművészetet azokhoz, akiknek nem feltétlenül jut eszükbe – habár megtehetnék –, hogy egyedi, a lelket megérintő, értékálló festményekbe, szobrokba fektessenek. A galéria fel kívánja hívni a figyelmet a kiemelkedően tehetséges, jellemzően 25–50 év közötti képzőművészekre, teret adva az alkotásaik megjelenítésének.

## Kiállítások a K Galériában
- 2020. június 4–18. After Art Fair[1]
- 2020. november 23. – 2021. január 15. Közös metszet[2]